# Ольшанецкий, Александр Александрович
Александр Александрович Ольшанецкий (6 мая 1927, Одесса — 30 сентября 2022, Луганск) — советский и украинский хирург, доктор медицинских наук, профессор.

## Биография
Сын акушера-гинеколога, доктора медицинских наук, заслуженного деятеля науки УССР Александра Моисеевича Ольшанецкого (1887—1953).
Почётный профессор Луганского медицинского университета. Автор методик хирургического лечения портальной гипертензии, хирургического лечения диабета и его осложнений, лечение острых желудочно-кишечных кровотечений, трансплантации селезёнки, хирургии желчных путей, неотложной абдоминальной хирургии. Автор более 200 научных работ, в том числе 9 монографий. С 1982 года являлся председателем областного научного общества, а затем ассоциации хирургов Луганской области, членом правления Украинской ассоциации хирургов, членом редколлегии журнала «Госпитальная хирургия».
Подготовил 15 кандидатов и 1 доктора медицинских наук. В 1989 году награждён Грамотой президиума Верховного совета УССР, трижды почётной грамотой Министерства здравоохранения Украины. В 1997 году присвоено почётное звание заслуженного деятеля науки и техники Украины.
Скончался 30 сентября 2022 года в Луганске.